# Línea Curzon

La línea Curzon en 1945.

La línea Curzon fue una propuesta de frontera entre Polonia y la Unión Soviética. Debe su nombre al secretario de Estado de Asuntos Exteriores del Reino Unido, lord Curzon, quien la planteó como una probable frontera de tregua durante la guerra ruso-polaca de 1919-1920 (8 de diciembre de 1919). Debía servir de base para las negociaciones entre las dos naciones enfrentadas.
Tras la derrota soviética frente a Varsovia a mediados de agosto de 1920, su proyecto no fue aceptado, y el último tratado de paz de 1921 (18 de marzo de 1921) le concedió a la Segunda República Polaca casi 135 000 km² de territorio hacia el este de dicho confín.
La línea partía de Grodno en el norte, hasta Brest para seguir luego el curso del Bug y terminar en los Cárpatos.
Cuando estalló la Segunda Guerra Mundial, la URSS reavivó la propuesta línea divisoria, exigiendo de vuelta todo el territorio cedido. El 16 de agosto de 1945, un tratado soviético-polaco, el Acuerdo fronterizo polaco-soviético de agosto de 1945, fijó como frontera entre ambas naciones un límite equivalente al de la línea Curzon.